# M2 (Groot-Brittannië)
De M2 is een Britse autosnelweg in Kent, Engeland, met een lengte van 41 km. Het is een bypass van de A2 die door de plaatsen Medway Towns, Sittingbourne en Faversham loopt. De M2 is de enige M-weg die geen aansluiting heeft op andere M-wegen.
De bouw van de autosnelweg begon in 1960 en in 1965 was het gehele traject klaar.

## Afbeeldingen

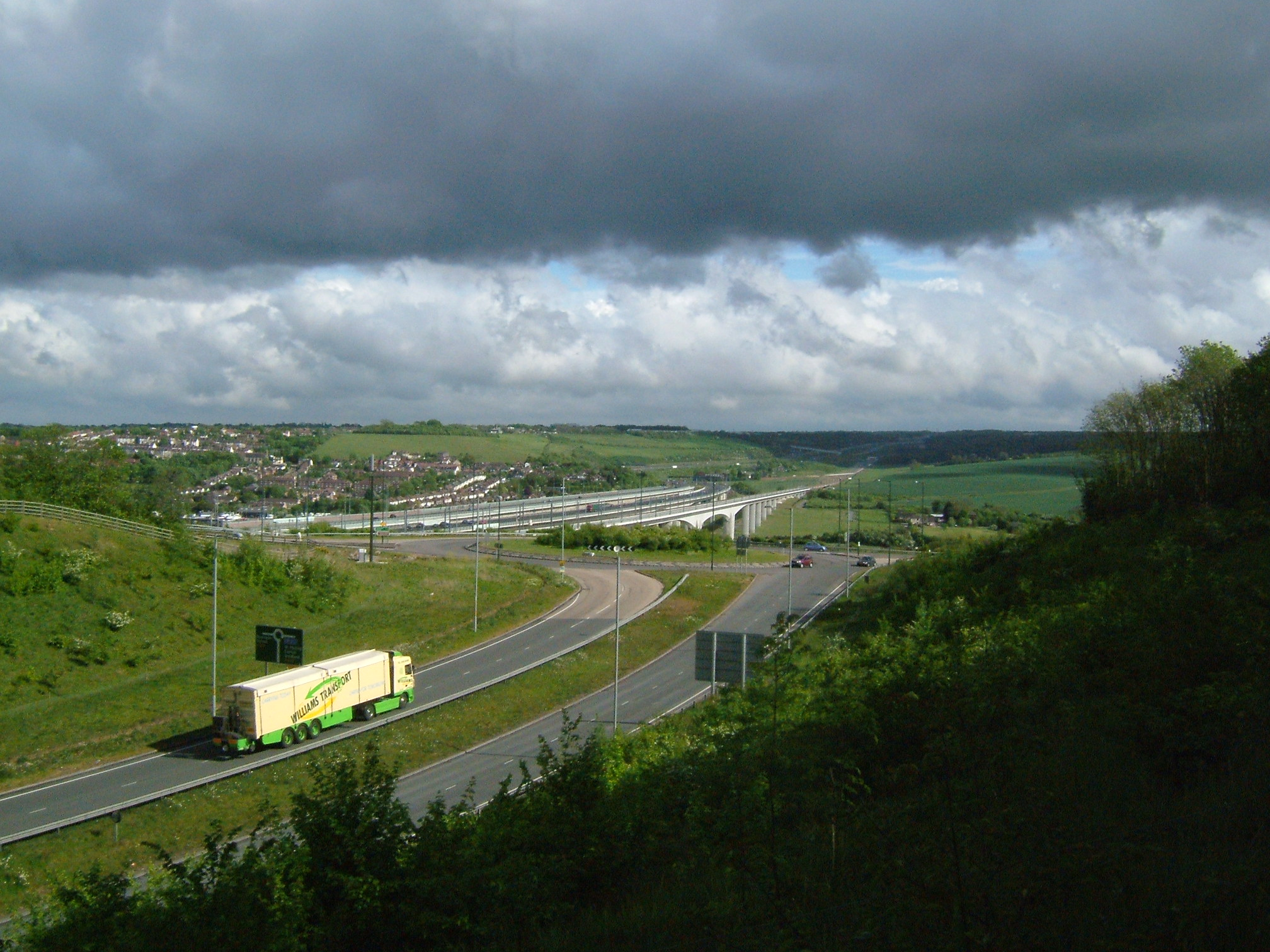
Afslag 2 van de M2, met de rotonde van de A228

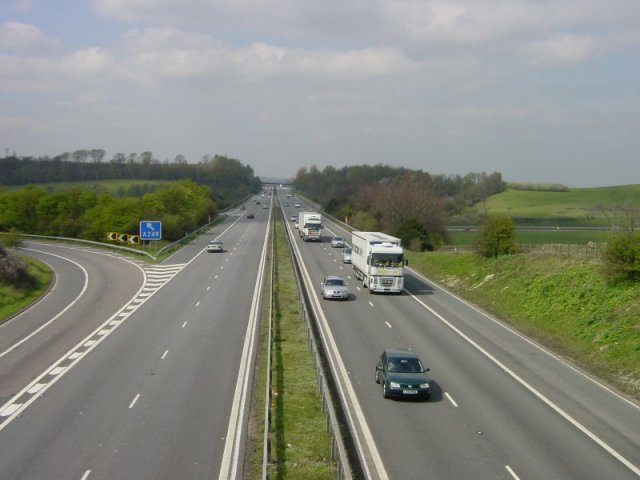
Afslag 5

Groot-Brittannië:
M1 · M2 · M3 · M4 · M5 · M6 · M6 Toll · M8 · M9 · M10 · M11 · M18 · M20 · M23 · M25 · M26 · M27 · M32 · M40 · M42 · M45 · M48 · M49 · M50 · M53 · M54 · M55 · M56 · M57 · M58 · M60 · M61 · M62 · M65 · M66 · M67 · M69 · M73 · M74 · M77 · M80 · M90 · M180 · M181 · M271 · M275 · M602 · M606 · M621 · M876 · M898
A1(M) · A3(M) · A38(M) · A48(M) · A57(M) · A58(M) · A64(M) · A66(M) · A74(M) · A167(M) · A194(M) · A308(M) · A329(M) · A404(M) · A601(M) · A627(M) · A823(M)
Noord-Ierland:
M1 · M2 · M3 · M5 · M12 · M22 · A8(M)